# Réserve de faune de la vallée de l'Oti

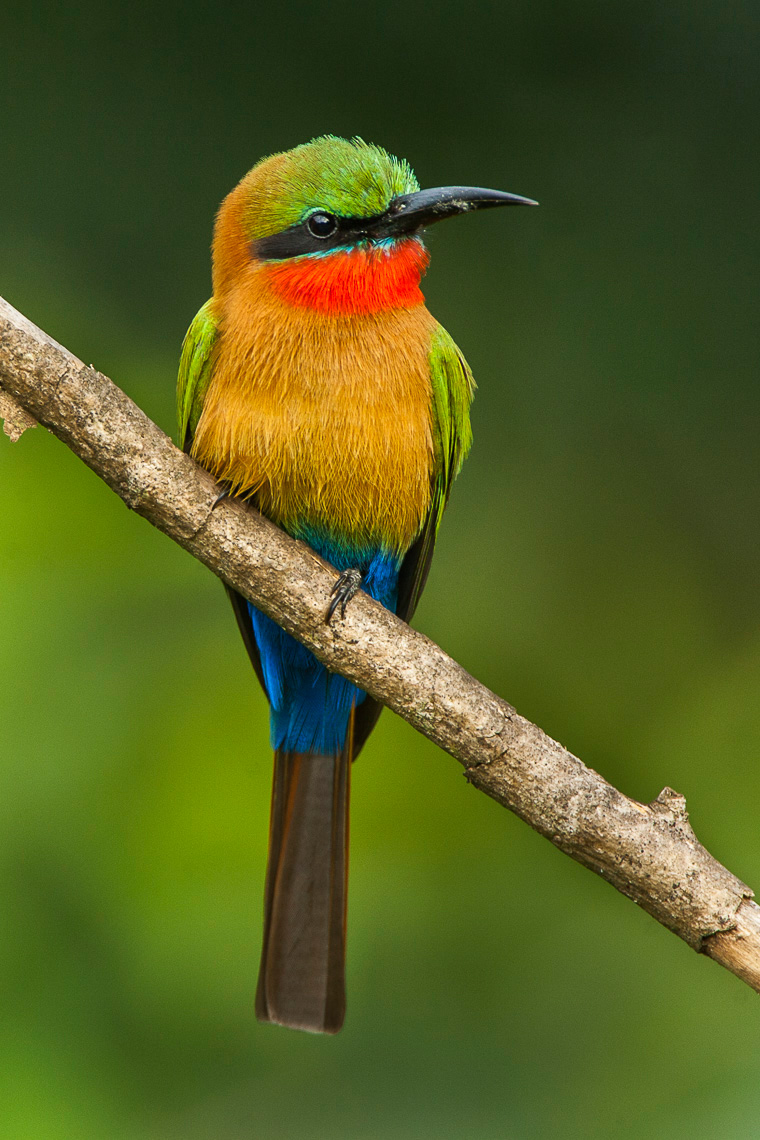
Le guêpier à gorge rouge est présent dans la réserve

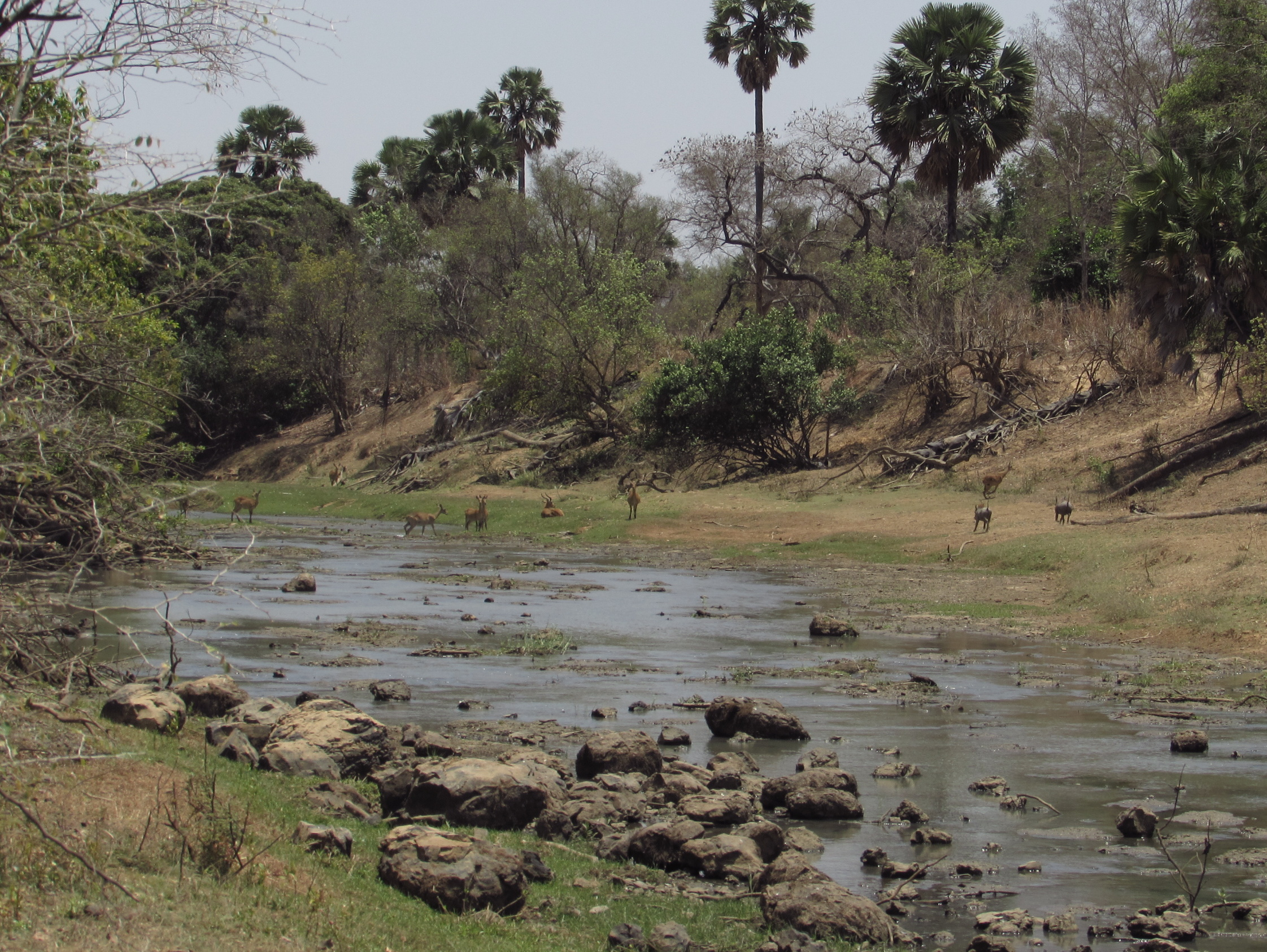
La rivière Oti entre le Bénin et le Burkina Faso.

La réserve de faune de la vallée de l'Oti (également appelée réserve de faune Oti-Mandouri), est une zone naturelle protégée du Nord-Est du Togo et  l'une des quatre zones importantes pour les oiseaux (ZICO) du pays. 

## Description
La réserve est située dans la région des Savanes au Nord-Est du Togo. Elle s'étend de la frontière avec le Burkina Faso et le Bénin, vers le sud jusqu'au bord du parc national de Kéran, une autre ZICO, juste à l'Est de la ville de Sansanné-Mango. Le site est principalement constitué de savane et de plaines inondables saisonnières de part et d'autre de la rivière Oti. 
Créée en mai 1981 , elle couvrait à ses débuts une superficie de 147 840 hectares. Sa délimitation fut révisée par l'acte no 20 du 26 août 1991 et donc officiellement elle n'est désormais plus que de 110 000 hectares. 

## La flore
La prairie est composée en grande partie d'espèces Andropogon, Heteropogon et Hyparrhenia, avec une dispersion de Borassus aethiopum. Dans les forêts galeries bordant les cours d'eau, les espèces d'arbres tels que le Diospyros mespiliformis et l'Anogeissus leiocarpa prédominent, ainsi que le Mimosa pigra et le Mitragyna inermis. Il existe également des poches de savane soudanienne, avec des espèces d'Acacia, des espèces de Combretum, Tamarindus indica et Balanites aegyptiaca. 

## Avifaune
Les oiseaux typiques du biome de la savane soudano-guinéenne que l'on trouve ici comprennent le faucon crécerelle, le perroquet du Sénégal, le touraco violet, le guêpier à gorge rouge, le barbet barbu, l'alouette du soleil, la pie-grièche à bec jaune, le bavard à tête noire, l'eremomela à dos vert, le souimanga éclatant, le bec de cire à croupion noir, le moineau des bois du Sahel, le tisserand masqué de Heuglin, l'étourneau pourpre, le piapiac, le trogon Narina et la paruline oriole. 
Les oiseaux des milieux humides qui visitent la réserve comprennent la grue couronnée noire, le héron cendré, la cigogne blanche, l'oie à ailes éperonnées et la pratincole à collier. La cigogne à bec de selle se reproduit ici et le bihoreau à dos blanc est un visiteur occasionnel. De plus, le busard pâle et la bécassine ont été signalés dans la réserve, et la gazelle à front roux, classée « vulnérable » par l'UICN, est également présente.

## Conservation
Bien qu'elle soit classée réserve de faune, la zone est menacée par des installations illégales, le braconnage et la collecte de bois de chauffage. Le débit du fleuve  Oti qui traverse la réserve peut varier en raison de la construction d'un barrage en amont au Burkina Faso. De plus, en 2008, le bassin versant Oti-Mandouri a été désigné site Ramsar, habitat humide d'importance internationale,.  